# 北京市地鉄運営
北京市地鉄運営有限公司（ペキンしちてつうんえいゆうげんこうし、英語：Beijing Mass Transit Railway Operation Corporation Limited）は、中華人民共和国北京市で鉄道事業者を営む企業である。4号線、大興線、14号線を除く、北京地下鉄の路線と車両を保有・運営している。今４つの子会社（分公司）がある。2001年7月26日に北京市地下鉄道総公司から名称変更をした。

## 運営路線
北京地下鉄
- 運営第一分公司[2]

■北京地下鉄5号線
■北京地下鉄6号線
■北京地下鉄7号線
■北京地下鉄亦荘線
- 運営第二分公司[2]

■北京地下鉄1号線
■北京地下鉄9号線
■北京地下鉄11号線
■北京地下鉄八通線
■北京地下鉄房山線
■北京地下鉄S1線
- 運営第三分公司[2]

■北京地下鉄2号線
■北京地下鉄8号線
■北京地下鉄10号線
■北京地下鉄13号線
- 運営第四分公司[2]

■北京地下鉄15号線
■北京地下鉄昌平線